# Женска фудбалска репрезентација Курасаоа
Женска фудбалска репрезентација Курасаоа (енгл. Curaçao women's national football team), надгледа Фудбалски савез Курасаоа. Формално представљајући Холандске Антиле, тим је променио јурисдикцију 2010. године када је Бонер добио аутономију од Холандије.

## Такмичарски рекорд

### ФИФА Светско првенство за жене
| Светско првенство у фудбалу за жене резултати | Светско првенство у фудбалу за жене резултати | Светско првенство у фудбалу за жене резултати | Светско првенство у фудбалу за жене резултати | Светско првенство у фудбалу за жене резултати | Светско првенство у фудбалу за жене резултати | Светско првенство у фудбалу за жене резултати | Светско првенство у фудбалу за жене резултати | Светско првенство у фудбалу за жене резултати |
| Година                                        | Резултат                                      | Ута                                           | Поб                                           | Нер*                                          | Изг                                           | ГД                                            | ГП                                            |                                               |
| као Холандски Антили                          | као Холандски Антили                          | као Холандски Антили                          | као Холандски Антили                          | као Холандски Антили                          | као Холандски Антили                          | као Холандски Антили                          | као Холандски Антили                          |                                               |
| --------------------------------------------- | --------------------------------------------- | --------------------------------------------- | --------------------------------------------- | --------------------------------------------- | --------------------------------------------- | --------------------------------------------- | --------------------------------------------- | --------------------------------------------- |
| 1991 до 2003                                  | Није постојала                                | Није постојала                                | Није постојала                                | Није постојала                                | Није постојала                                | Није постојала                                | Није постојала                                |                                               |
| 2007                                          | Није се квалификовала                         | Није се квалификовала                         | Није се квалификовала                         | Није се квалификовала                         | Није се квалификовала                         | Није се квалификовала                         | Није се квалификовала                         |                                               |
| 2011                                          | Није учествовала                              | Није учествовала                              | Није учествовала                              | Није учествовала                              | Није учествовала                              | Није учествовала                              | Није учествовала                              |                                               |
| као Курасао                                   |                                               |                                               |                                               |                                               |                                               |                                               |                                               |                                               |
| 2015                                          | Није учествовала                              | Није учествовала                              | Није учествовала                              | Није учествовала                              | Није учествовала                              | Није учествовала                              | Није учествовала                              |                                               |
| 2019                                          | Није се квалификовала                         | Није се квалификовала                         | Није се квалификовала                         | Није се квалификовала                         | Није се квалификовала                         | Није се квалификовала                         | Није се квалификовала                         |                                               |
| 2023                                          | Није се квалификовала                         | Није се квалификовала                         | Није се квалификовала                         | Није се квалификовала                         | Није се квалификовала                         | Није се квалификовала                         | Није се квалификовала                         |                                               |
| Укупно                                        | -                                             | -                                             | -                                             | -                                             | -                                             | -                                             | -                                             |                                               |

*Означава нерешене утакмице укључујући нокаут мечеве одлучене извођењем једанаестераца.

### Конкакафов шампионат за жене
| Конкакафов шампионат у фудбалу за жене резултати | Конкакафов шампионат у фудбалу за жене резултати | Конкакафов шампионат у фудбалу за жене резултати | Конкакафов шампионат у фудбалу за жене резултати | Конкакафов шампионат у фудбалу за жене резултати | Конкакафов шампионат у фудбалу за жене резултати | Конкакафов шампионат у фудбалу за жене резултати | Конкакафов шампионат у фудбалу за жене резултати |                      | Квалификациони резултати | Квалификациони резултати | Квалификациони резултати | Квалификациони резултати | Квалификациони резултати | Квалификациони резултати |
| Година                                           | Резултат                                         | Ута                                              | Поб                                              | Нер*                                             | Изг                                              | ГД                                               | ГП                                               | Ута                  | Поб                      | Нер*                     | Изг                      | ГД                       | ГП                       |                          |
| као Холандски Антили                             | као Холандски Антили                             | као Холандски Антили                             | као Холандски Антили                             | као Холандски Антили                             | као Холандски Антили                             | као Холандски Антили                             | као Холандски Антили                             | као Холандски Антили | као Холандски Антили     | као Холандски Антили     | као Холандски Антили     | као Холандски Антили     | као Холандски Антили     |                          |
| 1991 до 2002                                     | Није постојала                                   | Није постојала                                   | Није постојала                                   | Није постојала                                   | Није постојала                                   | Није постојала                                   | Није постојала                                   | Није постојала       | Није постојала           | Није постојала           | Није постојала           | Није постојала           | Није постојала           |                          |
| 2006                                             | Није се квалификовала                            | Није се квалификовала                            | Није се квалификовала                            | Није се квалификовала                            | Није се квалификовала                            | Није се квалификовала                            | Није се квалификовала                            | 4                    | 2                        | 0                        | 2                        | 6                        | 9                        |                          |
| 2010                                             | Није учествовала                                 | Није учествовала                                 | Није учествовала                                 | Није учествовала                                 | Није учествовала                                 | Није учествовала                                 | Није учествовала                                 | Није учествовала     | Није учествовала         | Није учествовала         | Није учествовала         | Није учествовала         | Није учествовала         |                          |
| као Курасао                                      | као Курасао                                      | као Курасао                                      | као Курасао                                      | као Курасао                                      | као Курасао                                      | као Курасао                                      | као Курасао                                      | као Курасао          | као Курасао              | као Курасао              | као Курасао              | као Курасао              | као Курасао              |                          |
| 2014                                             | Није учествовала                                 | Није учествовала                                 | Није учествовала                                 | Није учествовала                                 | Није учествовала                                 | Није учествовала                                 | Није учествовала                                 | Није учествовала     | Није учествовала         | Није учествовала         | Није учествовала         | Није учествовала         | Није учествовала         |                          |
| 2018                                             | Није се квалификовала                            | Није се квалификовала                            | Није се квалификовала                            | Није се квалификовала                            | Није се квалификовала                            | Није се квалификовала                            | Није се квалификовала                            | 3                    | 1                        | 0                        | 2                        | 2                        | 5                        |                          |
| 2022                                             | У току                                           | У току                                           | У току                                           | У току                                           | У току                                           | У току                                           | У току                                           | У току               | У току                   | У току                   | У току                   | У току                   | У току                   |                          |
| Укупно                                           | -                                                | -                                                | -                                                | -                                                | -                                                | -                                                | -                                                |                      | 7                        | 3                        | 0                        | 4                        | 8                        | 14                       |

*Означава нерешене утакмице укључујући нокаут мечеве одлучене извођењем једанаестераца.